# ジュース・ニュートン
ジュース・ニュートン（Juice Newton、1952年2月18日 - ）は、アメリカのポップおよびカントリー歌手、ソングライター、ミュージシャン。これまでに、ニュートンはポップとカントリーのベスト女性ボーカリスト部門で5つのグラミー賞にノミネートされ、1983年に1回受賞した。また、ACM賞のトップ・ニュー女性アーティストと、ビルボード女性アルバム・アーティスト・オブ・ザ・イヤーという2つの賞を受賞した（連続受賞）。 

## 生い立ち
ニュートンはニュージャージー州レイクハーストで生まれ、 バージニア州バージニアビーチのファースト・コロニアル高校を卒業した。彼女の母親は彼女の音楽への興味を促し、13歳の誕生日にニュートンへギターを贈った。高校卒業後、ニュートンはカリフォルニア州ロスアルトスヒルズのフットヒルカレッジに通い、地元の喫茶店でフォーク・ミュージックを演奏した。その後、ギタリスト兼ソングライターのオサ・ヤングとフォークロック・バンドを結成し、バンドと一緒に北カリフォルニアのバーをツアーした。

## キャリア初期
1970年代初頭、ニュートン、オサ・ヤング、トム・キーリーがバンドを結成し、最終的にはジュース・ニュートン&シルヴァー・スパーと呼ばれるようになり、RCAレコードと契約した。このグループは、1975年と1976年にRCAから2枚のアルバムをリリースしたが、チャートを獲得したのはカントリー・シングル「Love Is a Word」1枚だけだった。バンドはRCAから契約解除され、1977年にキャピトル・レコードと契約した。バンドはもう1枚のアルバムをリリースした直後に解散した。
1977年後半、ニュートンはソロとなり、キャピトルでレコーディングを続け、1982年までシルヴァー・スパーは彼女のバックバンドの名前であり続けた。ニュートンはまた、ボブ・ウェルチのプラチナ売上となるソロ・デビュー・アルバムにおいて、ヒット曲「Ebony Eyes」を含む3曲でバック・ボーカルを担当した。
1978年は、ニュートンが合法的に彼女の名前を「ジュディス・ケイ・ニュートン」から「ジュース・ニュートン」に変更したときでもあった（それまで彼女のニックネームは「ジュース」だった）。

## 1980年代初頭のポップ・ミュージックの成功
1981年、ニュートンの3枚目のソロ・アルバム『夜明けの天使 (Juice)』がリリースされた。それは3つの連続したトップ10ポップ・ヒット、すなわち「夜明けの天使 (Angel of the Morning)」（チップ・テイラーによって書かれた）、「クイーン・オブ・ハート (Queen of Hearts)」、そしてアップデートされた「The Sweetest Thing (I've Ever Known）」（オリジナル・バージョンはシルヴァー・スパーとのデビュー・アルバムに登場していた）を生み出した。これにより、ニュートンはいくつかのナンバー1カントリー・チャート・シングルの最初のものを獲得した。アルバム『夜明けの天使』からの4枚目のシングル「Ride 'Em Cowboy」はニュートンの最初のベスト・アルバム『グレイテスト・ヒッツ』をサポートするため1984年にリリースされ、ビルボード・カントリー・トップ40チャートに到達した。
1981年、ニュートンの「夜明けの天使 (Angel of the Morning)」のビデオは、MTVで放映された最初のカントリーのミュージック・ビデオであり、チャンネル全体で放映された40番目のビデオとなった。ニュートンは、MTV最初の放送日に登場した3人目の女性ソロ・アーティストとなっている（パット・ベネターとカーリー・サイモンのビデオに続く）。
アルバム『夜明けの天使』はアメリカで100万枚以上を販売し、カナダではトリプル・プラチナ（30万枚）となった。「夜明けの天使 (Angel of the Morning)」と「The Sweetest Thing (I've Ever Known)」はそれぞれ、ビルボード・アダルト・コンテンポラリー・チャートで1位に達し、ニュートンはその後も数年にわたって定期的にチャート入りを果たしている。1982年、ニュートンは2つのグラミー賞にノミネートされた。1つはポップ・カテゴリーでの「夜明けの天使」、もう1つはカントリーの「クイーン・オブ・ハート」だった。
このアルバムはまた、オーストラリアから大陸の「トップインターナショナルカントリーアーティスト」としてニュートン賞を獲得した。1982年、ニュートンはカントリーバンドのアラバマと「セーラムスピリット」のダブルヘッドライナーツアーでツアーを行った（ニュートンとアラバマのためにさまざまな行為が開かれた）。

## ポップからカントリーへ
ニュートンは1989年にRCAレコードに契約解除された後（ドリー・パートンやケニー・ロジャースを含む他の数人のカントリー・アーティストとともに、カントリー・ミュージック全体が大きな変化を遂げようとしていたため）、時間をかけて家族生活に集中した。ニュートンはアルバムのレコーディングを中断し、散発的にツアーを行い、1990年代後半にアルバム『The Trouble with Angels』（1998年）と『American Girl』（1999年）をリリースして音楽シーンに戻った。

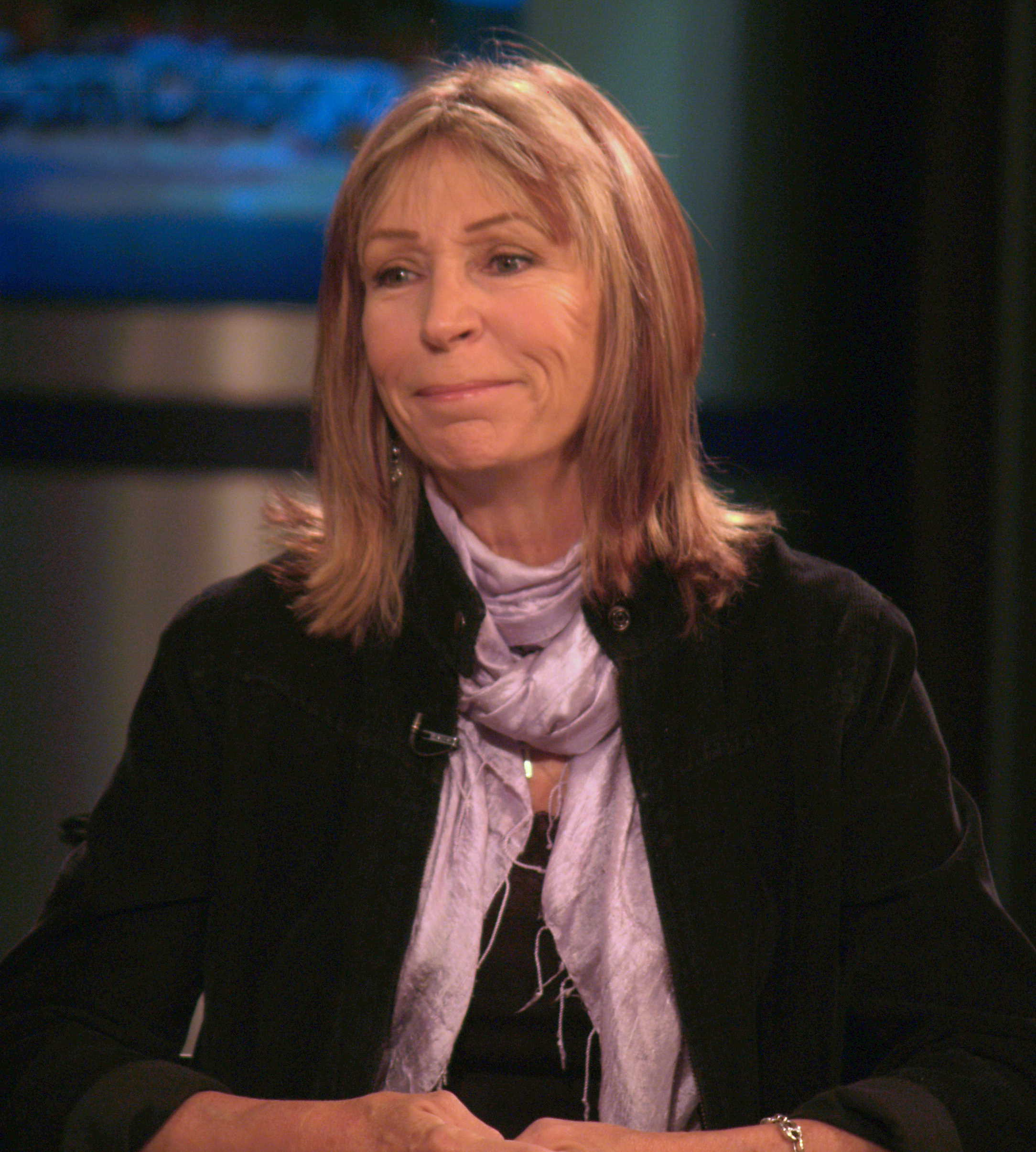
ジュースニュートン、サンディエゴ、2009年

## 1990年代から現在まで
1994年、ニュートンは「Lovers of One Day」という楽曲を、パット・ベネターやドナ・サマーによる曲も含むエディット・ピアフのトリビュート・アルバムに提供した。
ライブ・アルバム『Every Road Leads Back to You』（ライブ素材に、スタジオ録音のオリジナル4曲のボーナスEPで構成されている）は、DVD付きで2002年にリリースされた。『American Girl Volume 2』はもともと「cdbaby.com」とニュートンのライブ会場でのみ販売されていたが、2003年にリリースされ、2006年に再発され、2011年に再びBrookside Recordsから再発された。
2005年、ニュートンはテレビ番組『Hit Me, Baby, One More Time』に出演し、アシュリー・シンプソンの「ピーシズ・オブ・ミー」のフォーク・ロック演奏と「クイーン・オブ・ハート」の短縮バージョンを披露した。オンライン投票者は、エピソードに登場した5つの演技の中でニュートンのパフォーマンスをお気に入りに選んだ。2000年代半ば、ニュートンはアルバム『An All-Star Tribute To Cher』 (「Reason to Believe」)と『An All-Star Tribute to Shania Twain』(「Come On Over」)にも楽曲を提供した。
2009年8月6日、ニュートンの長年の音楽パートナーであるオサ・ヤングが癌で亡くなった。2人は37年にわたって一緒に働いた。
2010年10月26日、ニュートンのアルバム『Duets: Friends & Memories』がFuel 2000からリリースされた。アルバムには、ウィリー・ネルソン、メリサ・マンチェスター、フランキー・ヴァリらとのデュエットが収録された。シングル「Funny How Time Slips Away」がリリースされている。2010年11月30日には国内アルバムに加えて輸入盤がリリースされた。
2011年7月26日、Fuel 2000はアルバム『Juice Newton: The Ultimate Hits Collection』をリリースした。これには、ニュートンとオサ・ヤングが1970年代に書いたカーペンターズの1978年のヒット曲「Sweet Sweet Smile」の彼女自身によるバージョンが収録されている。
2016年の映画『デッドプール』では、オープニング・クレジットのモンタージュにジュース・ニュートンの「夜明けの天使」が使用された。その結果、この曲はビルボード・カントリー・チャートに再チャート・インして43位に到達し、Spotifyのワールド・ミュージック・チャートでも3位となった。
2021年、ジュース・ニュートンの「夜明けの天使」は、アカデミー賞を受賞した映画『プロミシング・ヤング・ウーマン』で取り上げられた。ニュートンのレコーディングは、映画のクライマックス・シーンで4分以上流される。

## 私生活
ニュートンは1983年にパピーという名前のサラブレッドの馬を購入し、ロサンゼルス乗馬センターに厩舎した。そのセンターのマネージャーがポロ・スターでコーチをしていたトム・グッドスピードだった。ニュートンは1985年にグッドスピードと結婚し、夫婦にはジェシカとタイラーの2人の子供が生まれた。現在、離婚したニュートンは、カリフォルニア州サンディエゴに暮らしている。

## ディスコグラフィ

### スタジオ・アルバム
- Juice Newton & Silver Spur (1975年) ※ジュース・ニュートン&シルヴァー・スパー名義
- After the Dust Settles (1976年) ※ジュース・ニュートン&シルヴァー・スパー名義
- 『風のささやき』 - Come to Me (1977年) ※ジュース・ニュートン&シルヴァー・スパー名義
- Well Kept Secret (1978年)
- Take Heart (1979年)
- 『夜明けの天使』 - Juice (1981年)
- 『愛のサンシャイン』 - Quiet Lies (1982年)
- 『私のイマージュ』 - Dirty Looks (1983年)
- 『オールナイトは待てない』 - Can't Wait All Night (1984年)
- 『オールド・フレーム』 - Old Flame (1985年)
- 『エモーション』 - Emotion (1987年)
- Ain't Gonna Cry (1989年)
- The Trouble with Angels (1998年)
- American Girl (1999年)
- American Girl Volume 2 (2003年)
- The Gift of Christmas (2007年)
- Duets: Friends & Memories (2010年)